# کن آلبلا
کن آلبلا (انگلیسی: Ken Albala؛ زادهٔ ۳ نوامبر ۱۹۶۴) نویسنده، مورخ، و استاد دانشگاه اهل ایالات متحده آمریکا است. وی از سال ۱۹۹۰ میلادی تاکنون مشغول فعالیت بوده است.
کن آلبلا استاد تاریخ در دانشگاه پسیفیک است. او ۲۹ کتاب در حوزه غذا تألیف یا ویرایش کرده و همچنین نویسنده مشترک کتاب‌های «هنر گمشده آشپزی واقعی» و «هنرهای گمشده اجاق و خانه» است.

## فعالیت‌های رسانه‌ای و علمی
آلبلا همچنین از ویراستاران مشترک نشریه «غذا، فرهنگ و جامعه» بوده و در اشکال مختلف رسانه و کنفرانس‌های مرتبط با مسائل غذایی، حضور پررنگی داشته است. او در دی‌وی‌دی‌های «غذا: تاریخ فرهنگی آشپزی» و «آشپزی در طول اعصار» به نمایش گذاشته شده است. آلبلا همچنین برای مجموعه «فرهنگ‌های غذایی در سراسر جهان» برای انتشارات Greenwood Press و Rowman & Littlefield Studies in Food and Gastronomy شهرت دارد.

## جوایز و افتخارات برجسته
کن آلبلا در سال ۲۰۲۳ جایزه "Distinguished Faculty Award" را از دانشگاه اقیانوس آرام و در سال ۲۰۲۲ مقام استادی "Tully Knoles Endowed Professorship" را دریافت کرد.
کتاب «سه آشپزی جهان: ایتالیایی، مکزیکی، چینی» در سال ۲۰۱۳ برنده جایزه «جایزه جهانی کتاب آشپزی گورمند
» برای «بهترین کتاب آشپزی خارجی جهان» شد. کتاب «لوبیا» نیز در سال ۲۰۰۸ موفق به کسب جایزه "Jane Grigson Award" از انجمن بین‌المللی متخصصان آشپزی و جایزه "Cordon d'Or" در بخش تاریخ/ادبیات غذا شد.